# Кобижчанська Дача-І (заказник)
Кобижча́нська Да́ча-І — ботанічний заказник місцевого значення в Україні. Розташований у межах Бобровицького району Чернігівської області, на північ від села Кобижча. 
Площа 200 га. Статус присвоєно згідно з рішенням Чернігівського облвиконкому від 04.12.1978 року № 529; від 27.12.1984 року № 454; від 28.08.1989 року № 164; 31.07.1991 року № 159. Перебуває у віданні ДП «Ніжинське лісове господарство» (Кобижчанське л-во, кв. 21, 22, 28, 30). 
Статус присвоєно для збереження частини лісового масиву з високопродуктивними насадженнями дуба звичайного віком 50-100 років. У домішку — береза повисла, сосна звичайна.
У трав'яному покриві зростають яглиця звичайна, осока волосиста, конвалія звичайна та інші неморальні види-супутники дуба.